# Jakub Pešek
Jakub Pešek, född 24 juni 1993, är en tjeckisk fotbollsspelare som spelar för Sparta Prag. Han spelar även för Tjeckiens landslag.

## Klubbkarriär
Den 1 juni 2021 blev Pešek klar för en återkomst i Sparta Prag, där han skrev på ett treårskontrakt.

## Landslagskarriär
Pešek debuterade för Tjeckiens landslag den 7 september 2020 i en 2–1-förlust mot Skottland, där han även gjorde sitt första mål. Pešek har varit en del av Tjeckiens trupp vid EM 2020.